# Саджа
Саджа́, или булдурук (бюльдерюк, бульдрюк), или копы́тка, или курочка степная (лат. Syrrhaptes paradoxus) — степная птица из рода саджи семейства рябковых.
Название «копытка» дано ей из-за особенности строения её короткопалых оперённых ног, у которых наружный палец является сросшимся со средним, а задний отсутствует.

## Описание

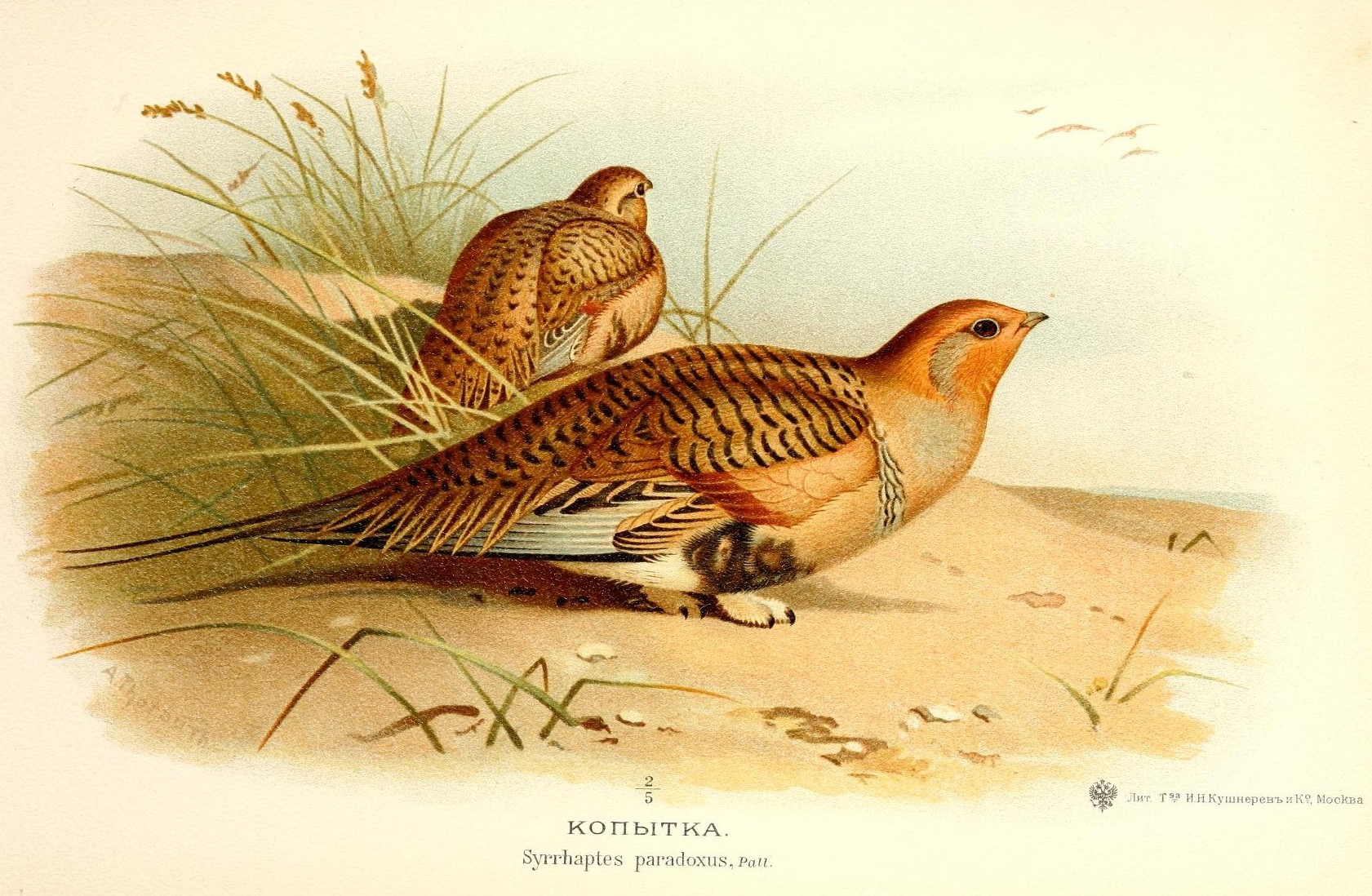
Саджи, рис. А. Торбёрна

Окраска верхней стороны тела буровато-жёлтая, с чёрно-бурыми поперечными пятнышками, вполне подходит к общему фону песчаных степей, в которых саджи держатся. Нижняя часть груди и брюхо — чёрно-бурые.
Пищу саджи составляют семена и молодые побеги различных, преимущественно травянистых, растений.

## Распространение
Саджа — азиатская птица, встречающаяся на востоке от Каспийского моря до Джунгарии, но начиная с 1850-х годов она постепенно распространяется на запад и в настоящее время гнездится и в низовьях Волги. Иногда громадные стаи саджи, которые вообще отличаются быстротой и выносливостью полёта, залетают далеко на запад в Европу и временно поселяются в подходящих местностях с далеко отстоящими один от другого оазисами. Так, в 1863 году тысячи садж через оренбургские степи перелетали в Европу и разлетелись здесь по различным направлениям. В этом году их наблюдали на север до Архангельска, на запад до Фарерских островов и Ирландии и на юг до Италии. В некоторых подходящих местностях, как, например, в Голландии и Дании, саджи гнездились в том же году, но через 1—2 года быстро исчезли повсеместно в Европе; часть их была перебита охотниками, часть улетела обратно. Ещё более значительное переселение саджи на запад происходило в 1888 году, но и на этот раз саджа не удержались в местностях, куда случайно залетела. Причина этих спорадических переселений лежит, вероятно, во временном недостатке корма вследствие неблагоприятных метеорологических условий, наступающих после ряда годов, благоприятствовавших размножению птиц.

## Размножение

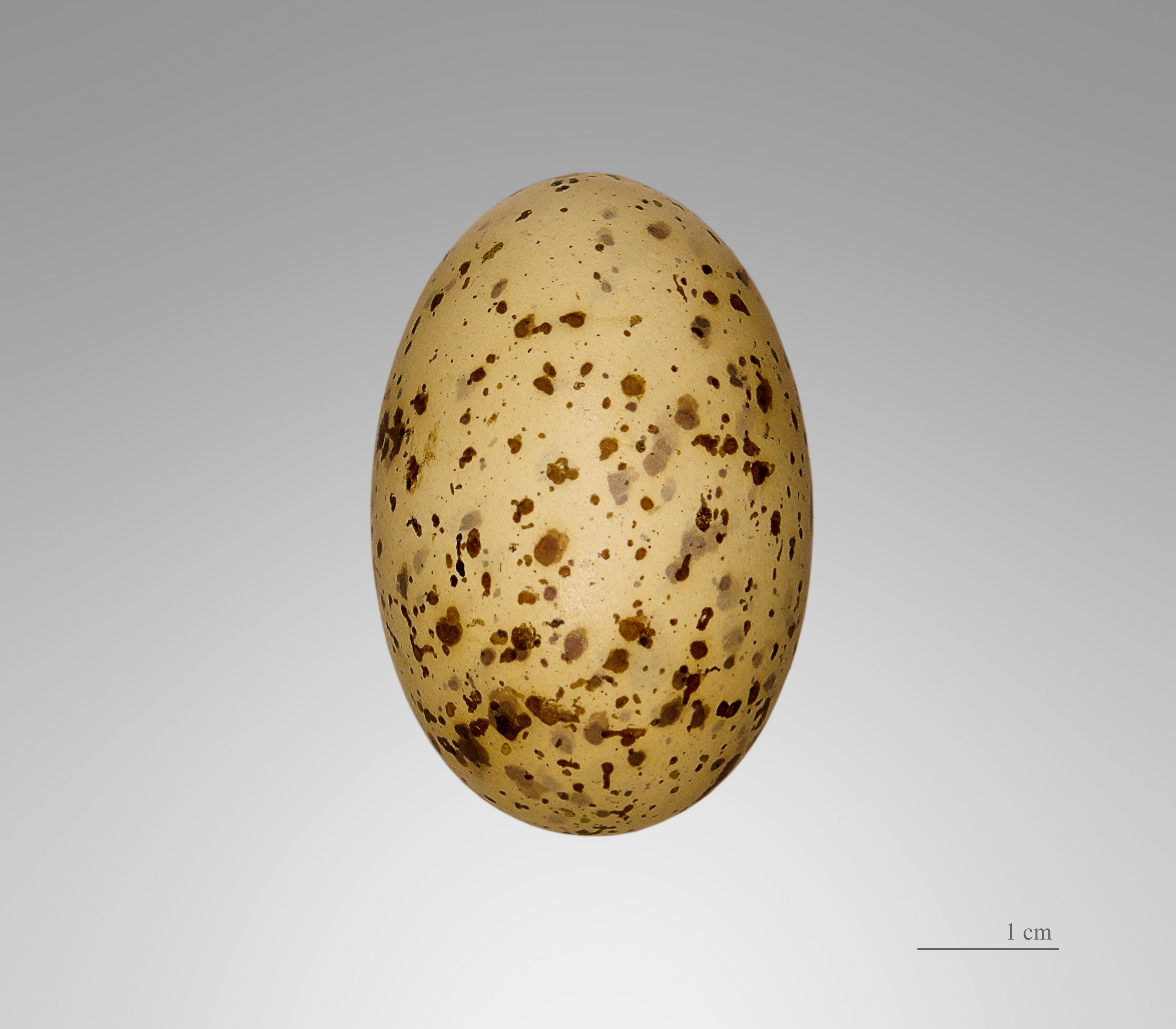
Яйцо

Гнездятся два раза в год. Гнездом служит простая ямка в почве. Кладка состоит из трёх тёмно-серых яиц с тёмными крапинами. После второго вывода к осени саджи собираются в стаи.